# Прохорово (Вологодская область)
Прохорово — деревня в Вологодском районе Вологодской области на реке Ершовка.
Входит в состав Сосновского сельского поселения, с точки зрения административно-территориального деления — в Сосновский сельсовет.
Расстояние по автодороге до районного центра Вологды — 27,5 км, до центра муниципального образования Сосновки — 8 км. Ближайшие населённые пункты — Вахрушево, Пирогово, Починок-2.
По переписи 2002 года население — 13 человек.